# 제이슨 프리스틀리
제이슨 프리스틀리(Jason Priestley, 1969년 8월 28일 ~ )는 미국의 배우이다.

## 출연 작품
- 어웨이 프롬 에브리웨어 (2016)
- 리버블루 (2016)
- 발칙한 판타지 팩토리 (2015)
- EDM: 악마의 소리 (2013)
- 카스 앤 딜런 (2013)
- 백 오브 본즈 (2011)
- 콜 미 피츠 (2010)
- 커리지 (2009)
- 더 데이 오브 더 트리피즈 (2009)
- 미국 십대의 비밀생활 시즌1 (2008)
- 디 어더 우먼 (2008)
- 메이드 인 브룩클린 (2007)
- 타임 트랙 (2007)
- 마스터즈 오브 호러 시즌 2 에피소드 7 - 스크루플라이 (2006)
- 러브 몽키 (2006)
- 악명의 콜디츠 (2005)
- 고스트 앤 크라임 (2005)
- 리얼리티 오브 러브 (2004)
- 칙스 위드 스틱스 (2004)
- 고잉 더 디스턴스 (2004)
- 트루 콜링 (2003)
- 다이 모미 다이 (2003)
- 체리쉬 (2002)
- 직스 (2001)
- 포스 엔젤 (2001)
- 적 그리고 파멸 (2000)
- 커밍 아웃 (2000)
- 아이 오브 비홀더 (1999)
- 핵스 (1997)
- 배니싱 포인트 (1997)
- 더 데일리 쇼 위드 존 스튜어트 (1996)
- 캘린더 걸 (1993)
- 툼스톤 (1993)
- 비버리힐즈의 아이들 (1990)
- 살인 음모 (1989, Nowhere to Run)
- 워쳐스 대습격 (1988)
- 21 점프 스트리트 (1987)